# 생물 분류
생물 분류(生物分類) 또는 생물학 과학 분류(生物學科學分類)는 생물의 종을 종류별로 묶고, 생물학적 형태에 따라 유기체들을 계통화하는 방법이다. 생물 분류는 분류학(分類學)이나 계통분류학(系統分類學)에서 다룬다.

## 개요
현재 구분되어 있는 생물 종은 300만에서 1000만 종에 이른다. 각 종에는 학명(學名)이 부여된다. 학명의 앞쪽에는 속명(俗名)을 부여하며, 속과는  관계가 극히 가까운 종을 집계한 것이다. 이것들을 분류해 그룹으로 나누어 분류명을 적는다. 이 분류를 한층 더 계층적으로 세분화하여, 여러 생물군(生物群) 간의 관계나 나아가 진화의 계보(系譜)를 분명히 하는데 쓰인다.
분류학(分類學)은 각 시대마다 당시까지 판명된 정보에 근거하여 납득할 수 있는 분류 체계를 모색해 왔다. 린네의 시대에는 현미경(顯微鏡)이 사용되기 시작하면서 형태에 중점을 두게 되었고, 그것에서 얻을 수 있는 정보를 이용한 생화학이 발달함에 따라 색소 등을 이용해 보다 체계적인 방법을 찾을 수 있었다. 분류 체계는 시대와 함께 변화하며 발전해 가고 있다. 20세기 말에는 유전자 그 자체를 참조하는 분자유전학(分子遺傳學)의 수법이 수용되면서 많은 분류군(分類群)에 대한 재검토가 요구되고 있다. 이러한 분류 체계는 과학과 기술의 발전에 따라 향후에도 변동 가능한 것들이다.

## 고대 분류 체계
생물을 어떻게 분류하는 것이 가장 합리적일 것인가 하는 문제는 아리스토텔레스 이래 다양한 연구가 되고 여러 가지 안이 나왔다. 아리스토텔레스의 《동물의 발생》에서는 동물 분류를 다음과 같이 하고 있다.
1. 유혈동물(有血動物)
  1. 태생(胎生)
    1. 인류(人類)
    2. 태생 사족류(胎生四足類)
    3. 고래류(鯨類)

  2. 난태생(卵胎生)
    1. 연체어류(軟骨魚類)

  3. 난생(卵生)
    1. 조류(鳥類)
    2. 난생사족류(卵生四足類)
    3. 무족류(無足類)

  4. 불완전 난생(不完全卵生)
    1. 어류(魚類)
2. 무혈동물(無血動物)
  1. 불완전 난생(不完全卵生)
    1. 연체류(軟體類)
    2. 연각류(軟甲類)

  2. 저생 혹은 자연발생(自然發生)
    1. 유절류(有節類)

  3. 무성 생식(無性生殖) 또는 자연발생(自然發生)
    1. 갑각류(甲殼類)
    2. 기타

아리스토텔레스의 권위가 절대적이었던 중세까지는 이 동물 분류가 지배적이었다.

## 린네의 분류
근대적인 분류법의 쇄신은 린네로부터 시작되었다. 린네는 종의 학명에 이명법(二名法)을 채택하여 분류를 체계화(體系化)했다. 또 속·종의 상위 분류로서 강·목을 마련하고, 계층적인 분류 체계를 연구했다. 현재의 생물 분류에서도 이 규칙은 변함없이 지켜지고 있지만, 아리스토 텔레스의 시대보다 계층 구조가 보다 세밀하게 확장되었다. 또한 그의 이론 중 발생했던 일부 오류는 수정 과정을 거쳤다. 예를 들어, 린네는 고래를 어류(魚類)로 분류하였지만, 포유류(哺乳類)로 정정되었다. 또한 식물을 수술의 개수를 바탕으로 분류한 것은 유명하지만, 현재의 식물 분류에서는 이러한 방법이 사용되지 않는다. 린네는 광물도 하나의 계(界)로 보고 분류하여 생물을 동물계(動物界), 식물계(植物界), 광물계(鑛物界)로 나누었다.

## 분류 체계
| 한국어 | 라틴어                      | 영어            |
| ------ | --------------------------- | --------------- |
| 역(域) | Dominium                    | Domain          |
| 계(界) | Regnum                      | Kingdom         |
| 문(門) | Phylum (동물) Divisio(식물) | Phylum Division |
| 강(綱) | Classis                     | Class           |
| 목(目) | Ordo                        | Order           |
| 과(科) | Familia                     | Family          |
| 속(屬) | Genus                       | Genus           |
| 종(種) | Species                     | Species         |

필요에 따라 각 단계 사이를 더 작게 나누기도 한다.
- 강 (綱, classis)
- 아강(亞綱, subclassis)
- 상목 (上目, superordo)
- 목 (目, ordo)
- 아목 (亞目, subordo)
- 하목 (下目, infraordo)
- 소목 (小目, parvordo)
- 상과 (上科, superfamilia)
- 과 (科, familia)

그리고 계 위에 역(域, domain)을 두거나 과와 속 사이에 족(族, tribus)을 두기도 한다.
- 역(域) > 계(界) > 아계(亞界) > 문(門) > 아문(亞門) > 하문(下門) > 상강(上綱) > 강(綱) > 아강(亞綱) > 하강(下綱) > 소강(小綱) > 상목(上目) > 목(目) > 아목(亞目) > 하목(下目) > 소목(小目) > 상과(上科) > 과(科) > 아과(亞科) > 족(族) > 아족(亞族) > 속(屬) > 아속(亞屬) > 종(種) > 아종(亞種) > 변종(變種) > 아변종(亞變種) > 품종(品種) > 아품종(亞品種)

## 전체 분류 등급
아래 분류 등급의 일부는 명확하지 않다. 분류학자(分類學者)들이 필요하다면 언제든지 자신의 뜻대로 새로운 분류 등급을 창안할 수도 있기 때문이다. 명명할 때, 적용하는 명명 규약에 따라서 각기 변하는 일부 제한 규정이 있다.
아래 분류 등급은 아주 일반적인 것에서부터 아주 특수한 것에 이르기까지 관련있는 분류 등급(分類等級), 주석 참조)을 단지 예시를 목적으로 인위적으로 종합한 것이다.
- 상역 (上域, Superdomain)
  - 역 (域, Domain 또는 Empire)
    - 아역 (亞域, Subdomain)
- 상계 (上界, Superkingdom)
  - 계 (界, Kingdom)
    - 아계 (亞界, Subkingdom)
      - Branch
        - 하계 (下界, Infrakingdom)
- 상문 (上門, Superphylum 또는 Superdivision)
  - 문 (門, Phylum 또는 Division)
    - 아문 (亞門, Subphylum 또는 Subdivision)
      - 하문 (下門, Infraphylum 또는 Infradivision)
        - 소문 (小門, Parvphylum)
          - 미문 (微門, Microphylum)
- 상군 (上群, Supercohort) (식물학)[2]
  - 군 (群, Cohort) (식물학)[2]
    - 아군 (亞群, Subcohort)
      - 하군 (下群, Infracohort)
- 상강 (上綱, Superclass)
  - 강 (綱, Class)
    - 아강 (亞綱, Subclass)
      - 하강 (下綱, Infraclass)
        - 준강 (準綱, Subterclass)
          - 소강 (小綱, Parvclass)
- 상부 (上部, Superlegion) (동물학)
  - 부 (部, Legion) (동물학)
    - 아부 (亞部, Sublegion) (동물학)
      - 하부 (下部, Infralegion) (동물학)
- 상군 (上群, Supercohort) (동물학)[2]
  - 군 (群, Cohort) (동물학)[2]
    - 아군 (亞群, Subcohort) (동물학)[2]
      - 하군 (下群, Infracohort) (동물학)[2]
- 광목 (廣目, Gigaorder) (동물학)[3]
  - 거목 (巨目, Magnorder 또는 Megaorder) (동물학)[3]
    - 대목 (大目, Grandorder 또는 Capaxorder) (동물학)[3]
      - 중목 (中目, Mirorder 또는 Hyperorder) (동물학)[3]
        - 상목 (上目, Superorder)
          - Series (어류)
            - 목 (目, Order)
              - 소목 (小目, Parvorder) - 일부 동물학 분류에서 사용.
                - 종목(從目, Nanorder) (동물학)
                  - 차목 (次目, Hypoorder) (동물학)
                    - 약목 (若目, Minorder) (동물학)
                      - 아목 (亞目, Suborder)
                        - 하목 (下目, Infraorder)
                          - 소목 (小目, Parvorder) - 자주 사용하며, 동물학에서는 미목(Microorder)[3]
- 절 (節, Section) - 동물학
  - 아절 (亞節, Subsection) - 동물학
- 광과 (廣科, Gigafamily) - 동물학
  - 거과 (巨科, Megafamily) - 동물학
    - 대과 (大科, Grandfamily) - 동물학
      - 중과 (中科, Hyperfamily) - 동물학
        - 상과 (上科, Superfamily)
          - Epifamily (동물학)
            - Series (for Lepidoptera)
              - Group (for Lepidoptera)
                - 과 (科, Family)
                  - 아과 (亞科, Subfamily)
                    - 하과 (下科, Infrafamily)
- 상족 (上族, Supertribe)
  - 족 (族, Tribe)
    - 아족 (亞族, Subtribe)
      - 하족 (下族, Infratribe)
- 속 (屬, Genus)
  - 아속 (亞屬, Subgenus)
    - 절 (節, Section) - 식물학
      - 아절 (亞節, Subsection) - 식물학
        - 열 (系, Series) - 식물학
          - 아열 (亞系, Subseries) - 식물학
- Superspecies 또는 Species-group
  - 종  (種, Species)
    - 아종 (亞種, Subspecies), 또는 Forma Specialis (균류), 또는 Variety (세균)[4]
      - 변종 (變種, Variety) (식물학), 또는 Form or Morph (동물학), 또는 Aberration (나비학)
        - 아변종 (亞變種, Subvariety) (식물학)
          - 품종 (品種, Cultivar) (식물학), 또는 Breed
            - 아품종 (亞品種, Subform) (식물학), 또는 Subbreed

## 접미사
속 위의 분류 이름은 속의 라틴어 이름의 어근에 표준적인 접미사를 붙여서 만드는 경우가 많다. 이 접미사는 계나 문에 따라 약간씩 다르다.

rRNA에 기반한 계통수. 세균과 고균, 진핵생물의 분화를 보여준다.

| Rank       | 식물     | 조류      | 균류       | 동물   |
| ---------- | -------- | --------- | ---------- | ------ |
| 문(門)     | -phyta   | -phyta    | -mycota    |        |
| 아문(亞門) | -phytina | -phytina  | -mycotina  |        |
| 강(綱)     | -opsida  | -phyceae  | -mycetes   |        |
| 아강(亞綱) | -idae    | -phycidae | -mycetidae |        |
| 상목(上目) | -anae    | -anae     | -anae      |        |
| 목(目)     | -ales    | -ales     | -ales      |        |
| 아목(亞目) | -ineae   | -ineae    | -ineae     |        |
| 하목(下目) | -aria    | -aria     | -aria      |        |
| 상과(上科) | -acea    | -acea     | -acea      | -oidea |
| 과(科)     | -aceae   | -aceae    | -aceae     | -idae  |
| 아과(亞科) | -oideae  | -oideae   | -oideae    | -inae  |
| 족(族)     | -eae     | -eae      | -eae       | -ini   |
| 아족(亞族) | -inae    | -inae     | -inae      | -ina   |

## 생물 분류 체계의 변천
| 린네               | 헤켈                | 채튼                  | 코플랜드            | 휘태커              | 워즈                     | 워즈               | 캐빌리어스미스           | 캐빌리어스미스         |
| 1735년 2계 분류    | 1866년 3계 분류     | 1925년 2계 분류       | 1938년 4계 분류     | 1969년 5계 분류     | 1977년 6계 분류          | 1990년 3역 분류    | 1993년 8계 분류          | 1998년 6계 분류        |
| ------------------ | ------------------- | --------------------- | ------------------- | ------------------- | ------------------------ | ------------------ | ------------------------ | ---------------------- |
| (다루지 않음)      | 원생생물 (Protista) | 원핵생물 (Prokaryota) | 모네라 (Monera)     | 모네라 (Monera)     | 진정세균 (Eubacteria)    | 세균 (Bacteria)    | 진정세균 (Eubacteria)    | 세균 (bacteria)        |
| (다루지 않음)      | 원생생물 (Protista) | 원핵생물 (Prokaryota) | 모네라 (Monera)     | 모네라 (Monera)     | 고세균 (Archaeabacteria) | 고세균 (Archaea)   | 고세균 (Archaeabacteria) | 세균 (bacteria)        |
| (다루지 않음)      | 원생생물 (Protista) | 진핵생물 (Eukaryota)  | 원생생물 (Protista) | 원생생물 (Protista) | 원생생물 (Protista)      | 진핵생물 (Eukarya) | 고동물 (Archezoa)        | 원생동물 (Protozoa)    |
| (다루지 않음)      | 원생생물 (Protista) | 진핵생물 (Eukaryota)  | 원생생물 (Protista) | 원생생물 (Protista) | 원생생물 (Protista)      | 진핵생물 (Eukarya) | 원생동물 (Protozoa)      | 원생동물 (Protozoa)    |
| (다루지 않음)      | 원생생물 (Protista) | 진핵생물 (Eukaryota)  | 원생생물 (Protista) | 원생생물 (Protista) | 원생생물 (Protista)      | 진핵생물 (Eukarya) | 유색조식물 (Chromista)   | 유색조식물 (Chromista) |
| 식물 (Vegetabilia) | 식물 (Plantae)      | 진핵생물 (Eukaryota)  | 식물 (Plantae)      | 식물 (Plantae)      | 식물 (Plantae)           | 진핵생물 (Eukarya) | 식물 (Plantae)           | 식물 (Plantae)         |
| 식물 (Vegetabilia) | 식물 (Plantae)      | 진핵생물 (Eukaryota)  | 식물 (Plantae)      | 균류 (Fungi)        | 균류 (Fungi)             | 진핵생물 (Eukarya) | 균류 (Fungi)             | 균류 (Fungi)           |
| 동물 (Animalia)    | 동물 (Animalia)     | 진핵생물 (Eukaryota)  | 동물 (Animalia)     | 동물 (Animalia)     | 동물 (Animalia)          | 진핵생물 (Eukarya) | 동물 (Animalia)          | 동물 (Animalia)        |

## 같이 보기
- 분류학(分類學)
- 학명(學名)
- 삼명법 (三名法)
- 계통학(系統學)
  - 계통수(系統樹)
- 규약
  - 국제동물명명규약(國際動物命名規約)
  - 국제식물명명규약(國際植物命名規約)
- 생물 분류 체계(生物分類體系)
  - 역 (생물학)(域, 도메인)
  - 계 (생물학)(界)
  - 종 (생물학)(種)
- 고세균의  목록(古細菌目錄)
- 세균의 목록(細菌目錄)
- 바이러스 분류
- 생물 목록